# Макљеновац (Усора)
Макљеновац је насељено мјесто у општини Усора, Босна и Херцеговина.

## Историја
До рата је ово насеље било у саставу општине Тешањ.

## Становништво
|             | 2013.        | 1991.           | 1981.          | 1971.          |
| Укупно      | 361 (100,0%) | 2 164 (100,0%)  | 2 057 (100,0%) | 1 705 (100,0%) |
| Хрвати      | 356 (98,61%) | 753 (34,80%)    | 801 (38,94%)   | 776 (45,51%)   |
| Срби        | 3 (0,831%)   | 93 (4,298%)     | 90 (4,375%)    | 27 (1,584%)    |
| Бошњаци     | 1 (0,277%)   | 1 135 (52,45%)1 | 943 (45,84%)1  | 891 (52,26%)1  |
| Неизјашњени | 1 (0,277%)   | –               | –              | –              |
| Југословени | –            | 120 (5,545%)    | 202 (9,820%)   | 6 (0,352%)     |
| Остали      | –            | 63 (2,911%)     | 21 (1,021%)    | 5 (0,293%)     |

1. 1 На пописима од 1971. до 1991. Бошњаци су пописивани углавном као Муслимани.